# 項線敏䲁
項線敏䲁（學名：Scartella nuchifilis），又稱項線頂鬚䲁，為輻鰭魚綱鳚形目䲁科敏䲁屬的一種，被IUCN列為易危保育類動物，分布於東大西洋亞森松島海域，體長可達6.7公分，棲息在水淺岩礁區，雌魚產附著性卵，雄魚有護卵行為，幼魚為浮游性，生活習性不明。